# X265
x265是一个用于编码符合高效率视频编码（HEVC/H.265）标准的影片的开源自由软件及函数库。与x264项目类似，x265使用GNU通用公共许可证（GPL）2授权或商业许可证授权提供。

## 历史
x265的开发始于2013年3月。MulticoreWare于2013年7月23日对外公布了x265的源代码。最新版本（4.1）发布于2024年11月22日。
x265项目由若干家公司资助，这些公司决定着项目的开发需求，并且享有着在它们的产品中使用x265而不需要将产品以GPL 2许可发布的商业授权。
x265项目亦被授予了使用x264中同样可用于HEVC的源代码的权利。x265的源代码使用C++及汇编语言编写。

## 技术细节
x265支持HEVC的Main、Main 10及Main Still Picture配置，使用每采样8位或10位深度的4:2:0、4:2:2或4:4:4YCbCr色度抽样。
x265支持大部分x264有的特性，包括所有码率控制模式（固定QP、固定码率因子、平均比特率、二次或多次编码及影片缓冲区校验器码率控制）。视觉质量算法包括CU树（英語：CU-Tree，x264的宏区块树的继任者）、自适应量化、B-pyramid、加权预测及心里视觉优化（psy-rd和psy-rdoq）。亦支持完全无损模式。

## 使用
x265既可作为命令行应用程序使用，也可以通过应用程序接口集成到别的应用程序。

## 引用
1. ↑  . bitbucket.org.   [2019-05-07]. （原始内容存档于2019-05-07）.
2. 1 2 3 4 5  . Bitbucket. 2013-07-24  [2013-07-24]. （原始内容存档于2013-12-14）.
3. 1 2  Joel Hruska. . ExtremeTech. 2013-07-23  [2013-07-23]. （原始内容存档于2015-09-23）.
4. 1 2  Chris Angelini. . Tom's Hardware. 2013-07-23  [2013-07-23].
5. 1 2  . Bitbucket. 2013-07-23  [2013-07-23]. （原始内容存档于2015-04-02）.
6. ↑  .   [2018-06-09]. （原始内容存档于2018-06-12）.
7. ↑  .   [2014-11-13]. （原始内容存档于2015-08-01）.
8. ↑  .   [2014-11-13]. （原始内容存档于2016-04-27）.
9. ↑  .   [2014-11-13]. （原始内容存档于2016-04-23）.
10. ↑  .   [2014-11-13]. （原始内容存档于2016-03-29）.